# Haathi Chaap
Hathi Chaap (que en hindi significa «estampado de elefante» o «huella de elefante») es una marca india de papel elaborado con estiércol de elefante. Su trabajo de fabricación se lleva a cabo en el Estado de Rajastán, India. Su nombre también está inspirado en su método de producción. Además de en India, también se fabrica papel a partir de estiércol de elefante en Sri Lanka y Sudáfrica.
Hathi Chhap fue fundada en Delhi en 2003 por la empresaria Mahima Mehra y su socio comercial Vijendra Shekhawat. Durante los primeros 4 años exportó papel a Alemania. Fue establecido en India en 2007.
Limpiar el estiércol es un proceso importante. El estiércol de elefante se lava completamente en grandes tanques de agua. El agua que se libera después del lavado del estiércol se utiliza como fertilizante en la agricultura y el estiércol lavado se seca y se utiliza para la fabricación de papel.

## Historia
Hace unos años, Vijendra Shekhawat fue a un templo situado en una colina de Jaipur, la capital del Estado de Rajastán. Mientras deambulaba por la colina, vio que a los peregrinos les gustaba montar a lomos de elefantes. Vio parejas de elefantes con estiércol seco en el suelo. Esto lo inspiró a ver cómo este polvo seco se parecía a la fibra cruda con la que hacía papel.
Posteriormente, a través de varios experimentos, creó papel utilizable a partir de estiércol de elefante y más tarde recibió el nombre de Hathi Chaap (huella de elefante).

## Proceso de fabricación
- En primer lugar, el estiércol de elefante se seca, se lava y desinfecta, de modo que sólo queden fibras limpias.
- Estas fibras se separan de las fibras libres de estiércol (esto a menudo puede resultar difícil en el caso del estiércol recogido en los bordes de las carreteras o en los bosques reservados).
- Las fibras separadas se hierven durante cuatro horas para asegurar que la fibra esté limpia y suave.
- El proceso de fabricación posterior es similar al del papel hecho a mano.

## Producto
Se fabrican varios productos a partir de estiércol de elefante como mochilas, marcos de puertas o ventanas, álbumes de fotos, cuadernos, papelerías, prospectos.